# Jewgeni Jewgenjewitsch Kusnezow
Jewgeni Jewgenjewitsch Kusnezow (russisch Евгений Евгеньевич Кузнецов; englische Transkription: Evgeny bzw. Yevgeni Kuznetsov; * 19. Mai 1992 in Tscheljabinsk) ist ein russischer Eishockeyspieler. Der Center steht seit Juli 2024 beim SKA Sankt Petersburg in der Kontinentalen Hockey-Liga (KHL) unter Vertrag steht. Zuvor war er zehn Jahre in der National Hockey League (NHL) aktiv, wo er insbesondere für die Washington Capitals aktiv war, mit denen er in den Playoffs 2018 den Stanley Cup gewann. Mit der russischen Nationalmannschaft errang er jeweils die Goldmedaille bei den Weltmeisterschaften 2012 und 2014.

## Karriere

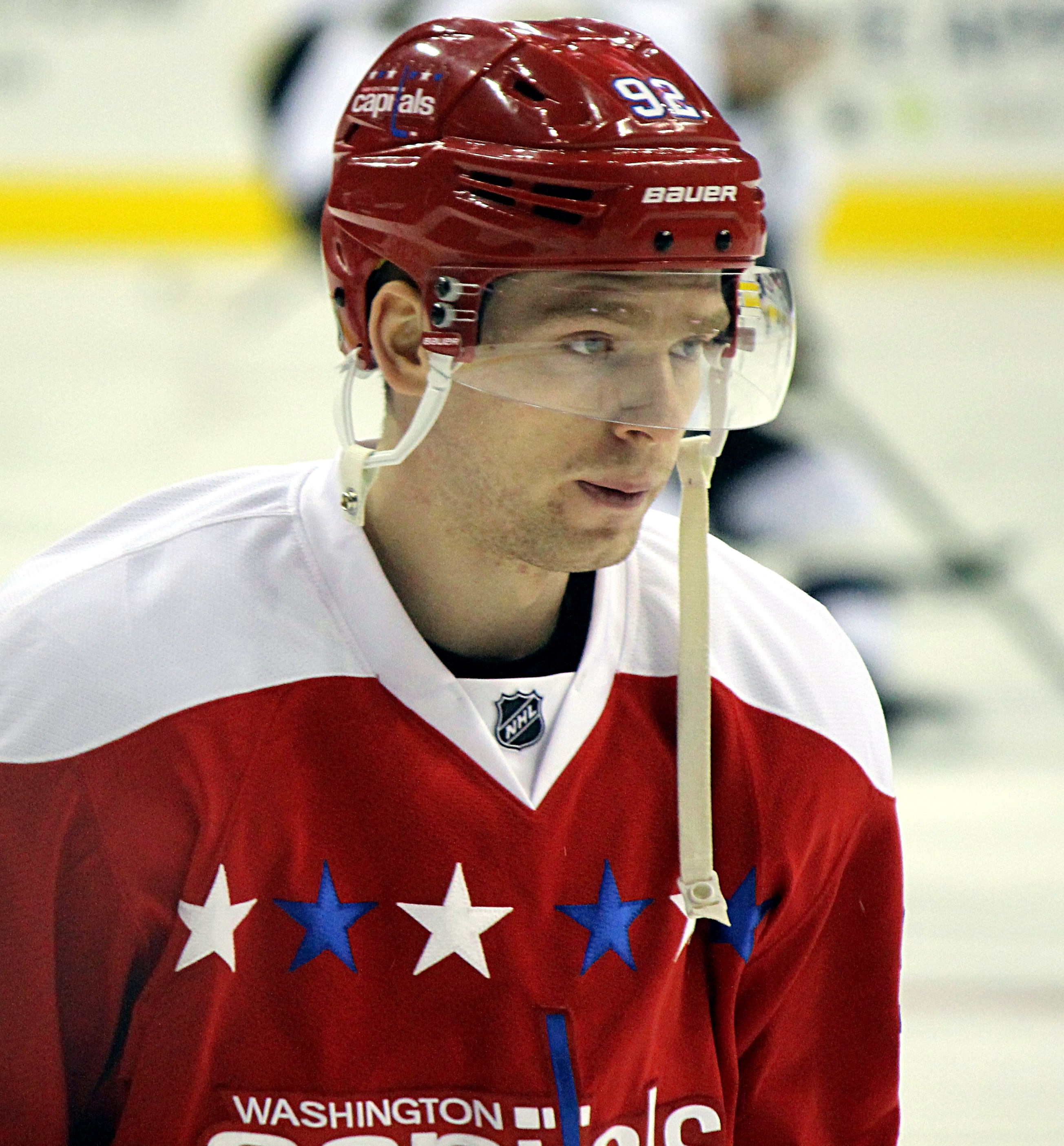
Kusnezow im Trikot der Capitals (2016)

Jewgeni Kusnezow begann seine Karriere als Eishockeyspieler in seiner Heimatstadt in der Nachwuchsabteilung des HK Traktor Tscheljabinsk, für dessen zweite Mannschaft er von 2007 bis 2009 in der Perwaja Liga, der dritten russischen Spielklasse, aktiv war. In der Saison 2009/10 gab der Angreifer sein Debüt für Traktors Profimannschaft in der Kontinentalen Hockey-Liga. Dabei erzielte er in insgesamt 39 Spielen drei Tore und gab sieben Vorlagen. Zudem erzielte er 19 Scorerpunkte in elf Spielen für Traktors Juniorenmannschaft in der erstmals ausgetragenen multinationalen Nachwuchsliga Molodjoschnaja Chokkeinaja Liga.
Im NHL Entry Draft 2010 wurde der russische Junioren-Nationalspieler in der ersten Runde als insgesamt 26. Spieler von den Washington Capitals ausgewählt. Kusnezow blieb jedoch bei seinem Heimatverein, für den er in der Saison 2010/11 in 44 Spielen 32 Scorerpunkte, davon 17 Tore, erzielte und somit seine Ausbeute gegenüber dem Vorjahr fast verdreifachen konnte. Zudem erzielte er sieben Tore und vier Vorlagen für Traktors Juniorenmannschaft in der Nachwuchsliga MHL.
2014 wechselte der Russe fest ins Team der Capitals, bei denen ihm in der Saison 2015/16 mit 77 Punkten in 82 Spielen der Durchbruch gelang. Im Juli 2017 unterzeichnete er daher einen neuen Vertrag in Washington, der ihm in den kommenden acht Jahren ein Gesamtgehalt von 62,4 Millionen US-Dollar einbringen soll. In den Playoffs 2018 gewann Kusnezow mit den Capitals durch einen 4:1-Erfolg über die Vegas Golden Knights den ersten Stanley Cup der Franchise-Geschichte. Er selbst führte dabei alle Spieler der Playoffs in Scorerpunkten (32) an.
In der Saison 2023/24 ließen seine Leistungen deutlich nach, sodass die Capitals ihn über den Waiver in die American Hockey League schickten. Ohne dort jedoch zu einem Einsatz zu kommen, wurde er kurz vor der Trade Deadline im März 2024 an die Carolina Hurricanes abgegeben, wobei Washington weiterhin die Hälfte seines Gehalts übernahm. Im Gegenzug sandten die Hurricanes ein Drittrunden-Wahlrecht im NHL Entry Draft 2025 in die Hauptstadt. Kusnezow verließ die Capitals somit nach knapp zehn Jahren, 723 Einsätzen und 568 Punkten, wobei er zu diesem Zeitpunkt den siebten Platz in der ewigen Scorerliste des Franchise belegte.
Bei den Hurricanes beendete er die Saison 2023/24 und ließ sich anschließend sein verbleibendes Vertragsjahr ausbezahlen (buy-out). Medienberichten zufolge stand dabei ein Wechsel in seine russische Heimat kurz bevor, was sich wenig später bestätigte, als er im Juli 2024 einen Vierjahresvertrag beim SKA Sankt Petersburg unterzeichnete.

### International

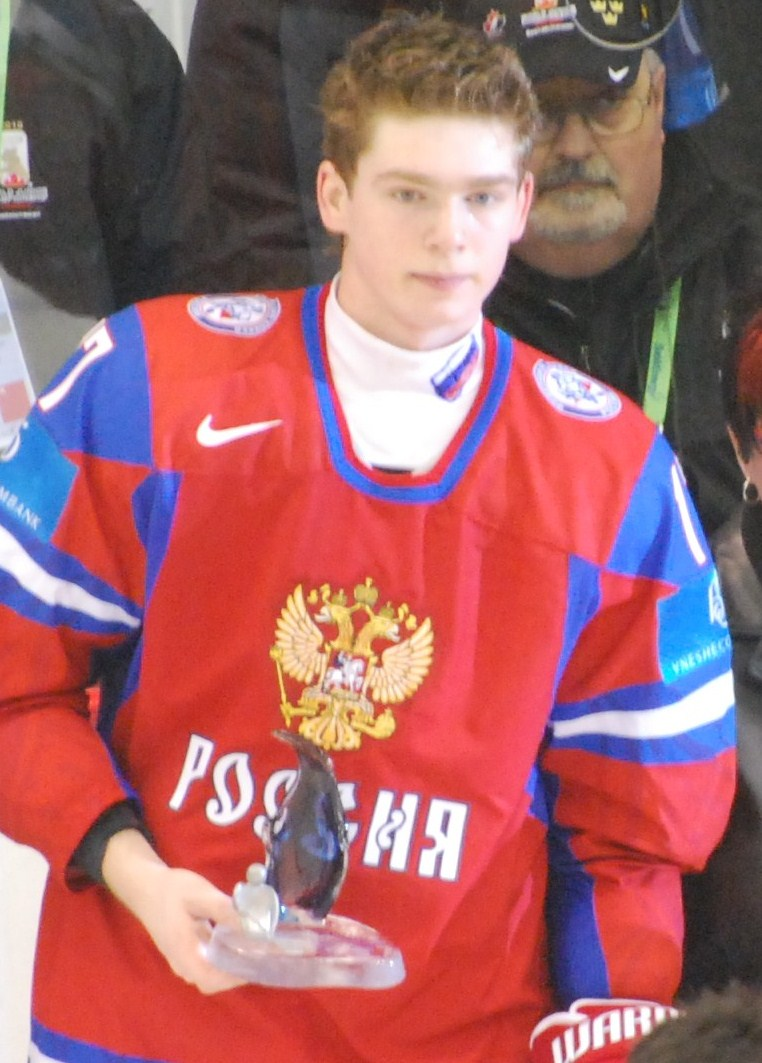
Kusnezow bei der Eishockey-Weltmeisterschaft der U20-Junioren 2010

Für Russland nahm Kusnezow im Juniorenbereich an den U18-Junioren-Weltmeisterschaften 2009 und 2010 sowie den U20-Junioren-Weltmeisterschaften U20-Junioren-Weltmeisterschaft 2010 und U20-Junioren-Weltmeisterschaft 2011 teil. Mit der U18-Nationalmannschaft wurde er 2009 Vizeweltmeister und mit der U20-Nationalmannschaft 2011 Weltmeister. Bei der U18-WM 2010 und der U20-WM 2011 gehörte er jeweils zu den drei besten Spielern seiner Mannschaft, 2011 wurde er darüber hinaus in das All-Star Team der U20-WM gewählt. Im Seniorenbereich stand er 2011 im Aufgebot seines Landes bei der Euro Hockey Tour.
Seine erste Teilnahme an einer Herren-Weltmeisterschaft folgte 2012, bei der er die Goldmedaille gewann. 2014 konnte Kusnezow diesen Erfolg mit der russischen Nationalmannschaft wiederholen. 2016, 2017 und 2019 gewann er jeweils die Bronzemedaille bei den Welttitelkämpfen. Im August 2019 wurde Kusnezow von der Internationalen Eishockey-Föderation (IIHF) für vier Jahre gesperrt. Dies betrifft alle von ihr ausgerichteten Wettbewerbe und gilt rückwirkend von Juni 2019 an. Im Rahmen einer Dopingkontrolle bei der Weltmeisterschaft 2019 sei bei ihm Kokain nachgewiesen worden, wobei der Verdacht sich erst durch ein nach der WM im Internet veröffentlichtes Video ergab, in dem Kusnezow an einem Tisch mit zwei Linien aus weißem Pulver und einem zusammengerollten Geldschein zu sehen ist. Er gab an, nie Drogen konsumiert zu haben, und stimmte einer entsprechenden Überprüfung zu. Von der NHL wird Kokain im Gegensatz zur IIHF nicht als leistungssteigernde Substanz gewertet. Darüber hinaus wurde er aus der Bronzemedaillen-Siegerliste für das Turnier 2019 gestrichen.

## Erfolge und Auszeichnungen
| - 2012 Teilnahme am KHL All-Star Game - 2012 KHL-Stürmer des Monats Januar - 2016 NHL-Spieler des Monats Januar - 2016 Teilnahme am NHL All-Star Game | - 2017 NHL-Spieler des Monats Januar - 2018 Stanley-Cup-Gewinn mit den Washington Capitals - 2022 Teilnahme am NHL All-Star Game |

### International

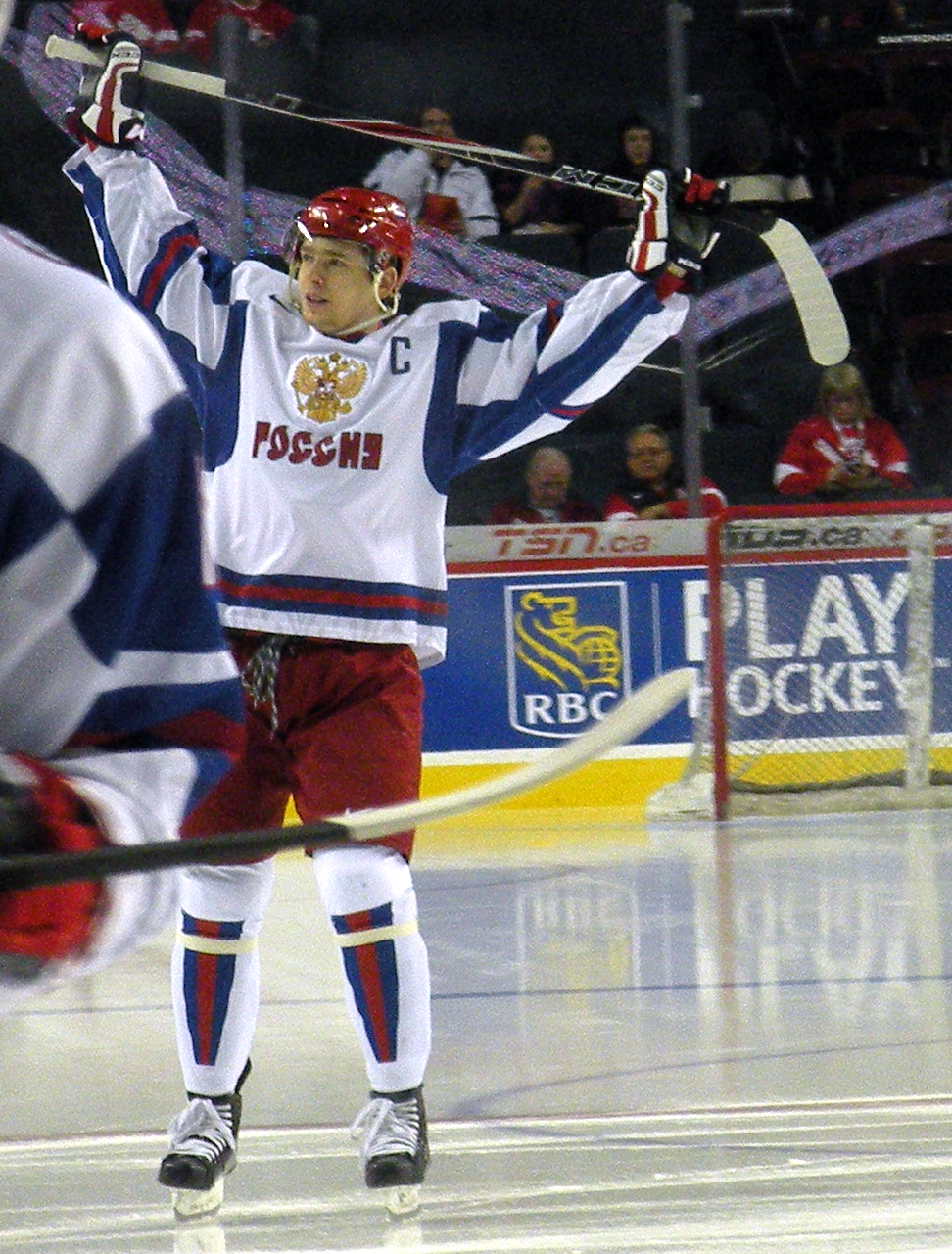
Kusnezow bei der U20-Weltmeisterschaft 2012

| - 2009 Silbermedaille bei der U18-Junioren-Weltmeisterschaft - 2010 All-Star-Team der U18-Junioren-Weltmeisterschaft - 2010 Top-3-Spieler Russlands bei der U18-Junioren-Weltmeisterschaft - 2011 Goldmedaille bei der U20-Junioren-Weltmeisterschaft - 2011 All-Star-Team der U20-Junioren-Weltmeisterschaft - 2011 Top-3-Spieler Russlands bei der U20-Junioren-Weltmeisterschaft - 2012 Silbermedaille bei der U20-Junioren-Weltmeisterschaft - 2012 Wertvollster Spieler der U20-Junioren-Weltmeisterschaft | - 2012 Bester Stürmer der U20-Junioren-Weltmeisterschaft - 2012 Topscorer der U20-Junioren-Weltmeisterschaft - 2012 All-Star-Team der U20-Junioren-Weltmeisterschaft - 2012 Goldmedaille bei der Weltmeisterschaft - 2014 Goldmedaille bei der Weltmeisterschaft - 2016 Bronzemedaille bei der Weltmeisterschaft - 2017 Bronzemedaille bei der Weltmeisterschaft |

## Karrierestatistik
Stand: Ende der Saison 2023/24

### International
Vertrat Russland bei:
| - World U-17 Hockey Challenge 2009 - U18-Junioren-Weltmeisterschaft 2009 - U20-Junioren-Weltmeisterschaft 2010 - U18-Junioren-Weltmeisterschaft 2010 - U20-Junioren-Weltmeisterschaft 2011 - U20-Junioren-Weltmeisterschaft 2012 - Weltmeisterschaft 2012 | - Weltmeisterschaft 2013 - Weltmeisterschaft 2014 - Weltmeisterschaft 2016 - World Cup of Hockey 2016 - Weltmeisterschaft 2017 - Weltmeisterschaft 2019 |

(Legende zur Spielerstatistik: Sp oder GP = absolvierte Spiele; T oder G = erzielte Tore; V oder A = erzielte Assists; Pkt oder Pts = erzielte Scorerpunkte; SM oder PIM = erhaltene Strafminuten; +/− = Plus/Minus-Bilanz; PP = erzielte Überzahltore; SH = erzielte Unterzahltore; GW = erzielte Siegtore; 1 Play-downs/Relegation; Kursiv: Statistik nicht vollständig)